# 2대의 피아노를 위한 소나타 (모차르트)
《2대의 피아노를 위한 소나타 라장조 K.448》는 볼프강 아마데우스 모차르트가 1781년에 작곡한 작품이다. 소나타-알레그로 형식이었고, 3개의 악장으로 쓰여졌다.

## 설명
3개의 악장으로 구성되어 있다:
1. 알레그로 콘 스피리토
2. 안단테 G장조
3. 몰토 알레그로